# Ansitz Weißenberg
Der Ansitz Weißenberg, auch „Batschunser Schlössle“ (Schlösschen) genannt, befindet sich im Ortsteil Batschuns der Gemeinde Zwischenwasser (Vorarlberg). Das Objekt steht unter Denkmalschutz (Listeneintrag).

## Geschichte
Der Ansitz wurde vor 1601 durch die Feldkircher Patrizierfamilie Prock von Weißenberg erbaut. Die aus Ravensburg stammenden Procks stellten mehrere Feldkircher Stadtammänner. 1601 bestätigte Kaiser Rudolf II. ihr Wappen und gab ihnen die Erlaubnis sich „von Weißenberg“ zu nennen. 
Vor 1663 ging das Gebäude an die Feldkircher Bürgerfamilie Mahler über, die sich ebenfalls „von Weißenberg“ nannte. Johann Heinrich Mahler war zwischen 1663 und 1678 Vogteiverwalter der Herrschaft Feldkirch. 1740 erwarb Oberst Salomon Sprecher von Bernegg den Ansitz von den Mahlerschen Erben. Im späteren 18. Jahrhundert besaßen ihn die Freiherren von Salis aus Graubünden. Seit 1802 befindet sich das Schlössle in bürgerlichem bzw. bäuerlichem Besitz. Im 20. Jahrhundert war es auch als Erholungsheim in Verwendung. 1971 wurde es außen und 1975/76 innen restauriert. Heute dient es privaten Wohnzwecken.

## Architektur
Der Ansitz besteht aus dem blockartigen dreigeschoßigen Wohntrakt mit Satteldach. Nordseitig befindet sich unter einem zierlich abgetreppten Zwerchgiebel das Stiegenhaus. Die einst zweigeteilten quadratischen Fenster haben heute Mittelpfosten und hölzerne Läden. Durch ein schmuckloses Rundbogenportal an der Südseite gelangt man in einen kreuzgewölbten Mittelflur mit einer hölzernen Wendeltreppe am Ende. Im Erdgeschoß sind beidseitig des Flurs tonnengewölbte Kellerräume mit Stichkappen. Im ersten Obergeschoß hat sich eine alte Küche mit einem offenen Herd erhalten. Die Wohnräume im zweiten Stock haben einfache Stuckdecken und Leistengetäfel. Das südwestliche Eckzimmer ist ganz vertäfelt und hat eine intarsierte Kassettendecke sowie zwei von Pilastern gerahmte Eingangstüren mit alten Beschlägen und Türschlössern vom Anfang des 17. Jahrhunderts.
Das Wohnhaus und das Wirtschaftsgebäude sind teilweise durch eine Mauer miteinander verbunden.